# Faucogney-et-la-Mer
Faucogney-et-la-Mer és un municipi francès situat al departament de l'Alt Saona i a la regió de Borgonya - Franc Comtat. L'any 2007 tenia 606 habitants.

## Demografia

### Població
El 2007 la població de fet de Faucogney-et-la-Mer era de 606 persones. Hi havia 267 famílies, de les quals 78 eren unipersonals (33 homes vivint sols i 45 dones vivint soles), 86 parelles sense fills, 74 parelles amb fills i 29 famílies monoparentals amb fills.
La població ha evolucionat segons el següent gràfic:
Habitants censats

### Habitatges
El 2007 hi havia 368 habitatges, 268 eren l'habitatge principal de la família, 58 eren segones residències i 42 estaven desocupats. 253 eren cases i 113 eren apartaments. Dels 268 habitatges principals, 173 estaven ocupats pels seus propietaris, 83 estaven llogats i ocupats pels llogaters i 12 estaven cedits a títol gratuït; 13 tenien dues cambres, 43 en tenien tres, 58 en tenien quatre i 154 en tenien cinc o més. 180 habitatges disposaven pel capbaix d'una plaça de pàrquing. A 113 habitatges hi havia un automòbil i a 114 n'hi havia dos o més.

### Piràmide de població
La piràmide de població per edats i sexe el 2009 era:
| Homes | Edats   | Dones |
| ----- | ------- | ----- |
| 0     | 95 o +  | 0     |
| 4     | 90 a 94 | 0     |
| 0     | 85 a 89 | 12    |
| 12    | 80 a 84 | 8     |
| 8     | 75 a 79 | 8     |
| 8     | 70 a 74 | 20    |
| 24    | 65 a 69 | 20    |
| 20    | 60 a 64 | 12    |
| 12    | 55 a 59 | 16    |
| 28    | 50 a 54 | 36    |
| 12    | 45 a 49 | 8     |
| 28    | 40 a 44 | 12    |
| 20    | 35 a 39 | 32    |
| 12    | 30 a 34 | 8     |
| 32    | 25 a 29 | 12    |
| 16    | 20 a 24 | 24    |
| 24    | 15 a 19 | 24    |
| 20    | 10 a 14 | 8     |
| 32    | 5 a 9   | 8     |
| 12    | 0 a 4   | 4     |

## Economia
El 2007 la població en edat de treballar era de 395 persones, 290 eren actives i 105 eren inactives. De les 290 persones actives 234 estaven ocupades (126 homes i 108 dones) i 56 estaven aturades (27 homes i 29 dones). De les 105 persones inactives 53 estaven jubilades, 16 estaven estudiant i 36 estaven classificades com a «altres inactius».

### Ingressos
El 2009 a Faucogney-et-la-Mer hi havia 260 unitats fiscals que integraven 577 persones, la mediana anual d'ingressos fiscals per persona era de 14.683 €.

### Activitats econòmiques
Dels 26 establiments que hi havia el 2007, 1 era d'una empresa extractiva, 2 d'empreses alimentàries, 4 d'empreses de fabricació d'altres productes industrials, 3 d'empreses de construcció, 10 d'empreses de comerç i reparació d'automòbils, 2 d'empreses de transport, 1 d'una empresa financera i 3 d'entitats de l'administració pública.
Dels 6 establiments de servei als particulars que hi havia el 2009, 1 era una gendarmeria, 1 oficina de correu, 1 una oficina bancària, 1 taller de reparació d'automòbils i de material agrícola, 1 electricista i 1 empresa de construcció.
Dels 5 establiments comercials que hi havia el 2009, 2 eren botiges de menys de 120 m², 2 fleques i 1 una sabateria.
L'any 2000 a Faucogney-et-la-Mer hi havia 4 explotacions agrícoles.

## Equipaments sanitaris i escolars
L'únic equipament sanitari que hi havia el 2009 era una farmàcia.
El 2009 hi havia una escola elemental. Faucogney-et-la-Mer disposava d'un col·legi d'educació secundària amb 162 alumnes.

## Poblacions més properes
El següent diagrama mostra les poblacions més properes.